# Borazdjan
Borazdjan (en persan : برازجان / Borâzjân) est une ville au nord de la province de Bouchehr en Iran. C'est la plus grande des neuf municipalités du Bushehr ; les autres sont : Bouchehr, Dachti, Dayyer, Kangan, Tangestan, Genaveh, Dai Djam et Djam.
Elle s'est autrefois appelée Chabankareh, et est l'ancienne ville de Eij.
En 2005, des archéologues découvrent un fragment de fresque représentant la tête de Darius le Grand et une servante portant une ombrelle derrière lui. Une inscription est aussi découverte, avec un langage semblable au babylonien.
Dachtestan a trois monuments historiques qui attirent les touristes : Kushk-e Ardeshir, Gour-e Dokhtar et le palais de Bardak Siah.

## Personnalités liées
- Ali Dachti (1894-1982), rationaliste iranien